# 库尔德·拉斯维茨
库尔德·拉斯维茨（德語：Kurd Laßwitz，1848年4月20日—1910年10月17日），是德国哲学家、历史学家。他曾被誉为“德国科幻小说之父”。为了纪念他，1980年设立了“库尔德·拉斯维茨奖”。

## 著作
- 《在两个行星上（英语：Two Planets）》（1897年）